# PK²
PK² è una serie a fumetti di fantascienza della serie PK, edita dalla Disney Italia dal 2001 al 2002 e fece seguito alla serie PK - Paperinik New Adventures.

## Storia editoriale
PK² è la seconda serie a fumetti con la versione aggiornata di Paperinik seguita alla chiusura della precedente testata PK - Paperinik New Adventures. È composta da 18 numeri più uno speciale estivo, pubblicati tra il febbraio 2001 e il luglio 2002. Ogni albo di circa ottanta pagine contiene una storia a fumetti che dà il titolo all'albo e alcune rubriche. In apertura c'era un editoriale con considerazioni semiserie sugli eventi raccontati nella storia a fumetti. Dopo l'editoriale c'era la rubrica della posta (PK² Mail) nella quale la redazione rispondeva in modo ironico e spiritoso ai lettori secondo una consuetudine iniziata su PK - Paperinik New Adventures. Per consentire ai lettori di non perdere il filo delle vicende, prima del fumetto c'era la rubrica Updating, contenente un aggiornamento su ciascuno dei personaggi protagonisti della storia o più in generale sugli ultimi accadimenti. La storia a fumetti occupava quasi tutte le pagine dell'albo e come nella precedente saga il numero di vignette variava a seconda delle esigenze del disegnatore. Alcune di queste vignette sono colorate con un'unica tinta, declinata in più sfumature, per sottolineare le espressioni dei personaggi. Dopo il fumetto c'era la rubrica "Tekno Room" in cui la redazione rispondeva ai quesiti dei lettori su argomenti più "tecnici" relativi alle storie, come per esempio dettagli e chiarimenti sui marchingegni utilizzati o sugli antefatti degli eventi raccontati. A seguire c'era "Riportage", rubrica semiseria su vari argomenti come le invenzioni inutili o gli avvistamenti di alieni. In alcuni numeri, tale rubrica viene sostituita da uno spazio di giochi enigmistici tratti dalla testata "Il RomPK". La rubrica che conclude l'albo è "Digital PK²", contenente un approfondimento su una tematica trattata nella storia a fumetti.

## Trama
Il magnate della finanza Everett Ducklair lascia il monastero di Dhasam-Bul per tornare a Paperopoli dove riprende il controllo del suo impero finanziario. Sebbene nella prima serie Everett venga descritto come un personaggio umile e altruista e sia talvolta venuto in aiuto di Paperinik, in PK² pare essere diventato un freddo uomo d'affari senza scrupoli. Ducklair disattiva l'intelligenza artificiale Uno e allontana Paperino/PK dalla Ducklair Tower. Viceversa entrano in scena le due figlie di Everett, Korinna e Juniper, entrambe dotate di poteri telepatici come il padre. Paperinik è quindi costretto a cercarsi un nuovo rifugio, un nuovo aiutante e soprattutto un nuovo impiego come Paperino, alle prese con un nuovo lavoro, cercando di scoprire i misteriosi piani di Everett Ducklair che si scoprirà essere un alieno.

## Sequel
Nel 2014 sul settimanale Topolino venne pubblicato un nuovo ciclo di storie che costituiscono il seguito di PKNA e PK². Il ciclo è chiamato informalmente PKNE, acronimo di PK - Nuova era.